# Chiesa di San Michele a Mormiano
La chiesa di San Michele a Mormiano è una chiesa nel comune di Figline e Incisa Valdarno, Città Metropolitana di Firenze.
La chiesa, di proprietà privata, si trova tra colline digradanti verso la valle dell'Arno.

## Storia
L'edificio è citato in documenti del 1160, ma potrebbe essere molto più antico come sembra dal tipo di decorazioni sull'architrave del portale di ingresso che pare risalire all'epoca longobarda, a cui potrebbe riferirsi anche la dedicazione a san Michele arcangelo.
Nel 1274 risulta come chiesa parrocchiale della pieve di San Vito a Loppiano, aggregata nel 1786 al piviere di Sant'Alessandro a Incisa in Val d'Arno. La chiesa subì massicci rifacimenti nel corso del Seicento e Settecento che hanno quasi cancellato l'originale impianto romanico.

## Descrizione
La facciata, costruita con ricorsi paralleli di pietra, conserva, nonostante i restauri, un aspetto antico e presenta un portale architravato con soprastante lunetta.
L'architrave conserva una decorazione di intrecci di vimini lineari e piatti che affiancano una croce greca posta al centro, di gusto pre-romanico ed ascrivibile al periodo longobardo.
La decorazione si sviluppava anche nella lunetta, molto rovinata e ripresa in cemento.
L'edificio è a navata unica. Gli arredi e le decorazioni all'interno risalgono agli interventi seicenteschi e settecenteschi: il ciborio in legno dipinto e finto marmo e gli altari sopra i quali erano collocati dipinti di pittori locali. La decorazione ad affresco dell'abside e del soffitto e probabilmente da attribuire al pittore Egisto Sarri, molto attivo nella zona.
Per la chiesa venne eseguito alla metà del Quattrocento il trittico con Madonna col Bambino tra i santi Michele arcangelo e Giovanni evangelista, opera da Andrea di Giusto, oggi conservato nella chiesa di Sant'Alessandro a Incisa in Val d'Arno. Nella chiesa si conservava inoltre una piccola tela seicentesca, il San Michele che pesa le anime di Orazio Fidani, ora nel Museo di Arte Sacra presso l'Oratorio del Santissimo Crocifisso a Incisa in Val d'Arno.
All'interno e all'esterno della chiesa sono collocate opere della scultrice Susan Luppino, della famiglia proprietaria.